# Casa de La Marck
La Casa de La Marck (en alemán: Haus Mark; von der Mark) fue una antigua familia noble alemana, que a partir del 1200, surgieron como Condes de La Marck.

## Historia
La historia familiar comienza con el conde Adolfo I, descendiente de una rama menor de la dinastía renana de los Berg, que residía en el castillo de Altena en Westfalia. A principios del siglo XIII, Adolfo fijó su residencia en las propiedades de su familia en torno a Mark, un asentamiento en la actual Hamm-Uentrop. Adolfo había heredado la fortaleza de Mark de su padre, el conde Federico I de Berg-Altena (fallecido en 1198), junto con el antiguo condado en torno a Altena y comenzó a llamarse a sí mismo conde de La Mark.
Originalmente descendientes de los arzobispos de Colonia en el Ducado de Westfalia, la familia gobernó el Condado de Mark, un estado del Sacro Imperio Romano Germánico, y, en su máximo apogeo, los ducados de Jülich, Cléveris, Berg y Güeldres, así como el Condado de Ravensberg. Los miembros de la familia se convirtieron también en príncipes-obispos en los principados-obispados de Lieja, Münster, Osnabrück, y arzobispos de Colonia. Más tarde, las líneas colaterales se convirtieron en duques de Bouillon, un título que luego fue heredado por la Casa de La Tour d'Auvergne; príncipes de Sedán; duques de Nevers; condes de Rethel; etc.
Su fin llegaría cuando el Electorado de Brandeburgo reclamaría los Ducados Unidos de Jülich-Cléveris-Berg tras la muerte de Juan Guillermo sin descendencia, causando una guerra que daría como resultado que Brandeburgo obtendría los territorios así como los títulos de Juan Guillermo, haciéndose presentes en actos constitucionales y en el escudo de armas grande.

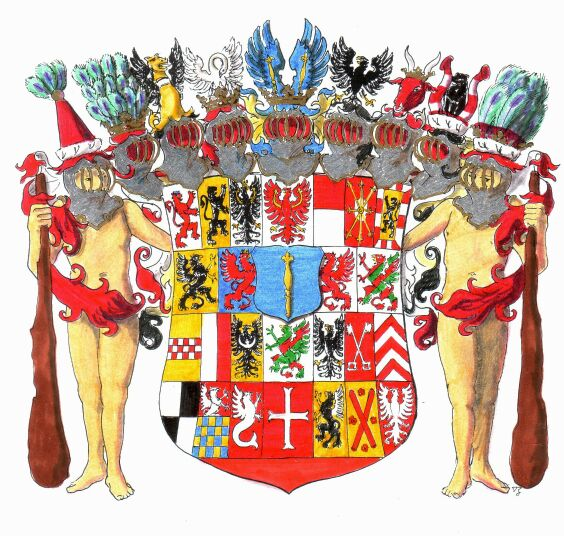
Armas electorales de Brandeburgo, en donde se aprecian los escudos de Jülich-Cléveris-Berg y Marck

## Miembros notables
- Adolfo de La Marck (1288-1344), príncipe obispo de Lieja
- Adolfo II de Marck (fallecido en 1347), conde de Marck, hijo de Engelberto I de Marck
- Engelberto III de la Marck (1333-1391), conde de la Marca, hijo del conde Adolfo II
- Adolfo III de la Marck (1334-1394), príncipe obispo de Münster, más tarde arzobispo elector de Colonia, más tarde conde de Cléveris, más tarde conde de Mark.
- Engelbert de la Marck (1304-1368), príncipe-obispo de Lieja, más tarde arzobispo-elector de Colonia
- Guillermo I de La Marck (1445-1486), asesinó al príncipe-obispo de Lieja, lo que provocó una guerra civil en el principado-obispado.
- Érard de La Marck (1472-1538), sobrino de Guillermo I, fue príncipe-obispo desde 1506 hasta 1538.
- Roberto II de La Marck, sobrino de Guillermo I, fue duque de Bouillon, señor de Sedan y Fleuranges.
- Robert III de La Marck (1491-1537), hijo de Roberto II, fue mariscal de Francia en 1526 e historiador.
- Roberto IV de la Marck (1520-1556) fue duque de Bouillon y príncipe de Sedán, y mariscal de Francia en 1547.
- Guillermo II de La Marck (1542-1578) fue almirante de los Gueux de mer, los llamados «mendigos del mar» que lucharon en la Guerra de los Ochenta Años (1568-1648). Era bisnieto de Guillermo I de la Marck.
- Ana de Cléveris, cuarta esposa del rey Enrique VIII de Inglaterra, era miembro de esta casa, hija de Juan III.

En 1591, la heredera de una de las líneas colaterales de la familia, Charlotte de la Marck, se casó con Henri de La Tour d'Auvergne, mariscal de Francia. En 1594, Charlotte murió sin descendencia y sus derechos sobre Bouillon pasaron a su marido.
- Louis Pierre Engelbert, conde de la Marck (1674-1750)[1]
- Louis Engelbert, conde de la Marck (1701-1773)[1] Fue el último descendiente masculino de los condes de la Marck, por lo que su título de conde de la Marck pasó a su nieto a través de su hija, Louise-Marguerite, quien se casó con *Charles Marie Raymond de Arenberg.[2]
- Auguste Marie Raymond, conde de la Marck (1753-1833)